# 남궁도
남궁도(한국 한자: 南宮道, 1982년 6월 4일 ~ )는 대한민국의 은퇴한 축구 선수이자 현 지도자로서 선수 시절 포지션은 스트라이커다.

## 개요
서울특별시 출생으로 능곡초등학교, 경신중학교, 경희고등학교를 졸업하였다. 순도 높은 공격력으로 골을 몰아쳐 '토네이도(Tornado)'라는 별명을 얻었다.

## 축구인 생활

### 선수 생활
2001년 전북 현대 모터스에 입단하였고, 곧바로 벨기에 주필러 리그의 로열 앤트워프 FC에 연수 목적으로 임대 생활을 하였다. 6개월 뒤 전북 현대 모터스로 복귀하였고, 2005년 권집과의 맞트레이드되어 전남 드래곤즈로 이적하였다. 2006년 광주 상무 불사조에 입대해 2008년 군복무를 마치고 전남 드래곤즈에 복귀하였고, 고기구와의 맞트레이드로 포항 스틸러스로 이적하여 2008년 FA컵 우승에 공헌하였다.
2010년, 성남 일화 천마로 이적했다가, 2012년, 대전 시티즌으로 1년 임대를 하기도 했으며, 2013년, K리그 신생팀 FC 안양으로 이적하였으나 2014시즌을 끝으로 은퇴하였다.

### 국가 대표 생활
2004년 12월 19일, 독일과의 친선경기에서 데뷔하였다.

## 플레이 스타일
피지컬이 뛰어난 공격수였으며 페널티 박스 주변에서는 자신감 있는 플레이가 강점. 젊은 전성기가 지나고 그의 플레이는 느리지만 빨랐던, 한방이 나올듯 말듯 한 결정력으로 상대를 교란 시키는 스타일로 변천함.

## 그 외
남궁도의 동생인 남궁웅 또한 축구 선수이다.
전남 드래곤즈에서 활약한 2005년, 광주 상무 불사조에서 군생활을 보낸 2006, 2007년을 제외하고는 2003년부터 2012년까지 매 년 한 개 이상의 트로피를 얻어 '옥새'라는 별명을 얻었다.
2011년 12월 10일 모델겸 탤런트 조향기의 동생으로 모델로 활약하는 조기쁨과 결혼하였다.

## 경력

### 선수 경력
- 2001년 ~ 2004년  전북 현대 모터스
- 2001년  로열 앤트워프 FC (임대)
- 2005년  전남 드래곤즈
- 2006년 ~ 2007년  광주 상무 불사조 (군복무)
- 2008년 ~ 2009년  포항 스틸러스
- 2010년 ~ 2012년  성남 일화 천마
- 2012년  대전 시티즌
- 2013년 ~ 2014년  FC 안양

## 수상

### 클럽

#### 전북 현대 모터스
- FA컵 우승 1회 (2003년)
- 대한민국 슈퍼컵 우승 1회 (2004년)
- 아시안 컵 위너스컵 준우승 1회 (2002년)

#### 포항 스틸러스
- FA컵 우승 1회 (2008년)
- 피스컵 코리아 우승 1회 (2009년)
- AFC 챔피언스리그 우승 1회 (2009년)

#### 성남 일화 천마
- AFC 챔피언스리그 우승 1회 (2010년)